# Camillo Paolucci
Camillo Merlini Paolucci (Forlì, 9 dicembre 1692 – Roma, 11 giugno 1763) è stato un cardinale e arcivescovo cattolico italiano, camerlengo del Sacro collegio e più volte nunzio apostolico.

## Biografia
Era figlio del marchese Pietro Martire Merlini e di Angiola Guerriera Paolucci. Fu chiamato a Roma dallo zio Fabrizio Paolucci, segretario di Stato di Clemente XI.
Entrato nella Pontificia Accademia Ecclesiastica di Roma all'età di 16 anni, divenne nel 1714 canonico del capitolo della Basilica di San Giovanni in Laterano. Proseguì gli studi alla Sapienza di Roma, ove si laureò in utroque jure nel 1718.
Nel 1719 fu ordinato prete. Nel 1724 fu consacrato vescovo e divenne arcivescovo titolare d'Iconio. Fu nunzio apostolico straordinario in Polonia dall'agosto 1728 al maggio 1738, quindi nunzio apostolico in Austria dal 1738 al 1745.
Per il suo rientro in Italia da Vienna, Pier Maria Ghini scrisse le Rime per l'arrivo del Cardinale Camillo Paolucci in Forlì sua patria nel ritorno dalla Corte di Vienna a Roma (Forlì, 1745).
Fu creato cardinale nel concistoro del 9 settembre 1743 da papa Benedetto XIV, e tre anni dopo ricevette il titolo cardinalizio dei Santi Giovanni e Paolo. Nel febbraio del 1751 divenne camerlengo del Sacro Collegio, carica che tenne per circa un anno. Nel 1756 optò per il titolo di Santa Maria in Trastevere, pur mantenendo quello dei Santi Giovanni e Paolo in commendam fino al 1763. Nel 1758 optò per la sede suburbicaria di Frascati, e nel 1761 per quella di Porto e Santa Rufina.
Alla sua morte fu sepolto nella chiesa romana di San Marcello al Corso (il monumento è opera di Tommaso Righi).

## Conclavi
Durante il suo cardinalato Camillo Paolucci partecipò a un unico conclave, quello del 1758, che elesse papa Clemente XIII.

## Genealogia episcopale e successione apostolica
La genealogia episcopale è:
- Cardinale Scipione Rebiba
- Cardinale Giulio Antonio Santori
- Cardinale Girolamo Bernerio, O.P.
- Arcivescovo Galeazzo Sanvitale
- Cardinale Ludovico Ludovisi
- Cardinale Luigi Caetani
- Cardinale Ulderico Carpegna
- Cardinale Paluzzo Paluzzi Altieri degli Albertoni
- Cardinale Gaspare Carpegna
- Cardinale Fabrizio Paolucci
- Cardinale Camillo Merlini Paolucci

La successione apostolica è:
- Vescovo Andrzej Pruski (1729)
- Vescovo Aleksander Kazimierz Horain (1732)
- Vescovo Marcin Załuski (1732)
- Vescovo Konstanty Moszyński, O.S.P.P.E. (1733)
- Vescovo Agostino Maria Neuroni, O.F.M.Cap. (1746)
- Vescovo Nicolò Antonio Giustinian, O.S.B. (1753)
- Vescovo Gaetano de Carli (1754)
- Vescovo Francesco Antonio Granata (1757)
- Vescovo Onofrio de Rossi (1757)
- Vescovo Francesco Castellini (1758)
- Vescovo Nicolò Cicirelli (1758)
- Vescovo Francesco Pettorelli Lalatta (1760)
- Vescovo Francesco Piazza (1760)

## Biografia
- Antonio Menniti Ippolito, PAOLUCCI, Camillo, in Dizionario biografico degli italiani, vol. 81, Roma, Istituto dell'Enciclopedia Italiana, 2014. URL consultato il 17 aprile 2018.